# Le Cordon Bleu Konyhaművészeti Főiskola (Portland)
A Le Cordon Bleu Konyhaművészeti Főiskola a Career Education Corporation fenntartásában, a Le Cordon Bleu iskolahálózat részeként működő magánintézmény volt az Amerikai Egyesült Államok Oregon államának Portland városában.

## Története
A Horst Mager Konyhaművészeti Intézetet 1983-ban alapították Horst Mager és Donald Waldbauer üzletemberek; 1986-ban neve Nyugati Konyhaművészeti Intézetre változott. Az intézményt 1996-ban megvásárolta a Career Education Corporation. 1989-ben a Le Cordon Bleu része lett; a hálózat étteremvezetői végzettségét 2000-től bocsátották ki, viszont ilyen képzést nem folytattak.
A hálózat egyesült államokbeli tagjai 2017-ben megszűntek.

### Keresetek az intézménnyel szemben
A 2008 márciusában csalás vádjával benyújtott kereset 2009 decemberétől csoportos perként folytatódott. Két nő az iskolát és anyaintézményét is azzal vádolta, hogy félrevezetik hallgatóikat, akik a képzés elvégzését követően nem tudták nagyobb tandíjtartozásukat kifizetni, továbbá az állásszerzési esélyt is félrevezetően tüntették fel, és nem tájékoztatták a diákokat arról, hogy a képzéssel nem jutnak „anyagi haszonhoz”. 2018-ban a per lezárultát követően a felperesek visszakapták tandíjukat.

## Kampusz
Az intézmény 2003-tól a Portland belvárosában fekvő Olds, Wortman & King épületben működött. 2012-ig a hallgatók által üzemeltetett éttermet is fenntartottak.

## Oktatás
Két szinten folyt szakács- és cukrászképzés: a diplomaprogram 30–36 hétig, a felsőoktatási szakképzés pedig hatvan hétig tartott. Az intézmény az Amerikai Konyhaművészeti Szövetség tagja volt, valamint rendelkezett az Amerikai Felnőttképző Intézetek és Főiskolák Akkreditációs Bizottságának akkreditációjával.

## Fordítás
- Ez a szócikk részben vagy egészben  a   Le Cordon Bleu College of Culinary Arts in Portland című angol Wikipédia-szócikk ezen változatának fordításán alapul.  Az eredeti cikk szerkesztőit annak laptörténete sorolja fel. Ez a jelzés csupán a megfogalmazás eredetét és a szerzői jogokat jelzi, nem szolgál a cikkben szereplő információk forrásmegjelöléseként.